# گذرنامه اریتره‌ای

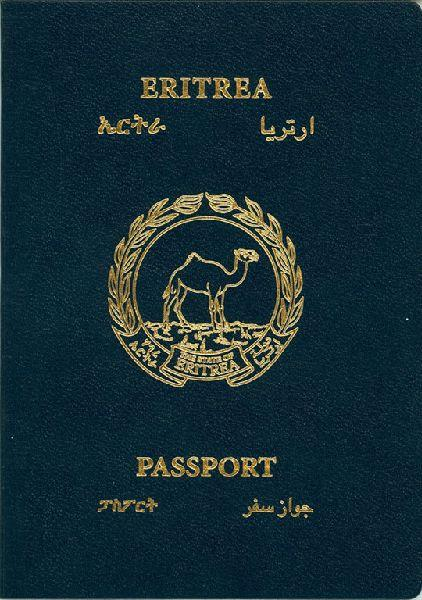
نمایی از یک‌نسخه گذرنامهٔ اریتره‌ای در سال ۲۰۱۳

گذرنامهٔ اریتره‌ای یک مدرک سفر بین‌المللی است که توسط کشور اریتره صادر می‌شود و بنا بر داده‌های سال ۲۰۲۳، دارندگان آن می‌توانستند به ۴۵ کشور دیگر بدون دریافت ویزا سفر کنند یا ویزا در بدو ورود دریافت نمایند. این گذرنامه بر اساس رتبه‌بندی شاخص گذرنامهٔ هنلی در سال ۲۰۲۳ در رتبهٔ ۹۸ قرار داشت.